# Campeonato Europeo de Ciclismo BMX de 2022
El XXVII Campeonato Europeo de Ciclismo BMX se celebró en Dessel (Bélgica) entre el 8 y el 10 de julio de 2022 bajo la organización de la Unión Europea de Ciclismo (UEC) y la Federación Belga de Ciclismo.
Las competiciones se realizaron en el Circuito de BMX Joel Smets de la ciudad belga. 

## Resultados
| Evento            | Oro                                 | Plata                           | Bronce                         |
| ----------------- | ----------------------------------- | ------------------------------- | ------------------------------ |
| Masculino (09.07) | Kye Whyte Reino Unido 32,298        | Cédric Butti · Suiza · 33,684   | Eddie Moore Reino Unido 33,968 |
| Femenino (09.07)  | Bethany Shriever Reino Unido 36,100 | Elke Vanhoof · Bélgica · 36,853 | Camille Maire Francia 37,839   |

## Medallero
| Núm. | País        | Oro | Plata | Bronce | Total |
| ---- | ----------- | --- | ----- | ------ | ----- |
| 1    | Reino Unido | 2   | 0     | 1      | 3     |
| 2    | Bélgica     | 0   | 1     | 0      | 1     |
| 2    | Suiza       | 0   | 1     | 0      | 1     |
| 3    | Francia     | 0   | 0     | 1      | 1     |
|      | TOTAL       | 2   | 2     | 2      | 6     |